# Phragmidium bulbosum

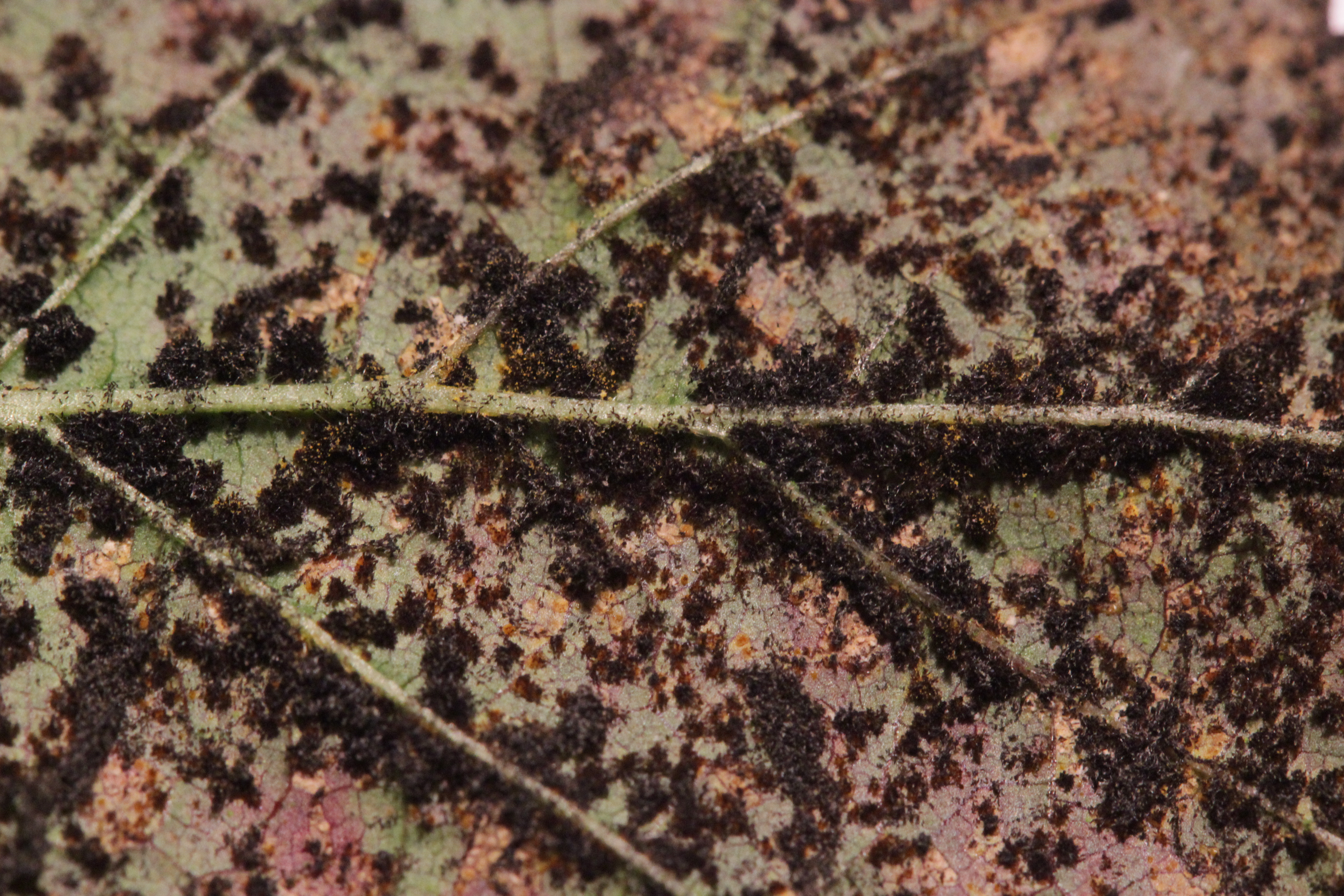
Telia na dolnej stronie listka róży

Phragmidium bulbosum (Fr.) Schltdl. – gatunek grzybów z rodziny Phragmidiaceae. Grzyb mikroskopijny, pasożyt. Na jeżynach wywołuje chorobę o nazwie rdza jeżyny. Czasami występuje także na różach, gdzie wraz z gatunkami Phragmidium mucronatum i Phragmidium tuberculatum (główni sprawcy tej choroby) wywołuje chorobę o nazwie rdza róży.

## Systematyka i nazewnictwo
Pozycja w klasyfikacji według Index Fungorum: Phragmidium, Phragmidiaceae, Pucciniales, Incertae sedis, Pucciniomycetes, Pucciniomycotina, Basidiomycota, Fungi.
Po raz pierwszy takson ten zdiagnozował w 1832 r. Elias Fries nadając mu nazwę Aregma bulbosum. Obecną, uznaną przez Index Fungorum nazwę nadał mu w 1824 r. Schltdl.
Synonimy:

- Aregma bulbosum Fr. 1832
- Aregma phragmidium subsp. bulbosum (F. Strauss) Fr. 1832
- Phragmidium candicantium (Vleugel) Dietel 1927
- Phragmidium cylindricum Bonord. 1860
- Phragmidium incrassatum var. bulbosum (F. Strauss) Link 1825
- Phragmidium microsorum Sacc 1877
- Phragmidium microsporum (Sacc.) Mussat 1901
- Phragmidium rubi (Pers.) G. Winter 1884
- Phragmidium rubi subsp. microsorum (Sacc.) Sacc. 1888
- Phragmidium rubi (Pers.) G. Winter 1884 subsp. rubi
- Phragmidium rubi var. candicantium Vleugel 1908
- Phragmidium rubi (Pers.) G. Winter 1884 var. rubi
- Puccinia mucronata ß rubi Pers. 1801
- Puccinia rubi (Pers.) Sacc. 1888
- Uredo bulbosa F. Strauss 1811

## Morfologia
Pasożyt jednodomowy, pełnocykliczny, wytwarzający wszystkie typowe dla rdzowców zarodniki.
Spermogonia (pyknidia) powstają w niewielkich grupach pod skórką na górnej stronie porażonych liści. Mają wysokość 25–30 μm. Pod nimi, na dolnej stronie liści tworzą się w okółkach koliste, pomarańczowe ecja o średnicy do 1 mm z urofizami na brzegach. Ecjospory o kształcie od kulistego do elipsoidalnego, średnicy 17–21 μm i hialinowej ścianie pokrytej grubymi brodawkami o średnicy do 3 μm. Ściana ma grubość 1,5–2 μm, pory rostkowe słabo widoczne.  Rozproszone, niewielkie uredinia o barwie żółtawej, czerwonawej, brązowej lub fioletowej i średnicy 0,1–0,3 mm tworzą się również na dolnej stronie liści. Urediniospory owalne do elipsoidalnych, o rozmiarach 19–24 × 16–18 μm, hialinowej, kolczastej ścianie grubości 1–2 μm. Pory rostkowe o średnicy 2,5–4 μm, raczej niewyraźne. Wstawki cylindryczno-maczugowate, wygięte, 40–60 × 8–13 μm, na wierzchołku zwężające się do 2–3 μm. Telia podobne jak uredinia, ale czarne. Teliospory cylindryczne z zaokrąglonymi wierzchołkami, 4–7-komórkowe, nie zwężone na przegrodach. Mają wymiary:
- teliospory 4-komórkowe: (59–)65–68(–71) × (30–)32–35(–37) μm
- teliospory 5-komorkowe: (73–)78–83(–89) × (32–)35(–37) μm
- teliospory 6-komórkowe: (86–)91–98(–104) × (32–)34–35(–37) μm
- teliospory 7-komórkowe: (98–)104(–111) × (32–)33–34(–36) μm[2]

Ściana teliospor od umbrowej do ciemnobrązowej, o grubości  4–5 μm, z 2–4 porami rostkowymi w każdej komórce. Trzonki o długości  75–160 μm i średnicy  7–10 μm w szyjce, poniżej szyjki nabrzmiałe, o średnicy 13–19 μm.

## Występowanie
W Europie jest szeroko rozprzestrzeniony. Opisano jego stanowiska także w USA.
Jego żywicielami są różne gatunki jeżyny (Rubus): Rubus caesius, Rubus egregius, Rubus fruticosus, Rubus grabowskii, Rubus gracilis, Rubus gratus, Rubus hirtus, Rubus montanus, Rubus nessensis, Rubus plicatus, Rubus pyramidalis, Rubus questieri, Rubus radula, Rubus sanctus, Rubus sprengelii, Rubus sulcatus, Rubus ulmifolius, Rubus gliviciensis, Rubus gothicus, Rubus orthostachys.